# (5932) Prutkov
(5932) Prutkov est un astéroïde de la ceinture principale.

## Description
(5932) Prutkov est un astéroïde de la ceinture principale. Il fut découvert le 1er avril 1976 à Naoutchnyï par Nikolaï Tchernykh. Il présente une orbite caractérisée par un demi-grand axe de 2,64 UA, une excentricité de 0,09 et une inclinaison de 2,2° par rapport à l'écliptique.

## Compléments